# Mitracarpus tenuis
Mitracarpus tenuis är en måreväxtart som beskrevs av Ignatz Urban. Mitracarpus tenuis ingår i släktet Mitracarpus och familjen måreväxter. Inga underarter finns listade i Catalogue of Life.